# Obicei (psihologie)
Obiceiurile sunt comportamente rutiniere, adică repetate cu regularitate și care tind sa fie efectuate în mod subconștient. Obiceiurile sunt adesea neremarcate de către persoana care le are, deoarece o persoană nu are nevoie de autoanaliză pentru a face lucruri de rutină. Obișnuirea este o foarte simplă formă de învățare, în care un organism, după o perioadă de expunere la un stimul, nu mai reacționează la respectivul stimul în mod variat. Într-o anumită măsură, obiceiurile cad sub incidența unui determinism psihologic.